# Kirkpatrick-doktrína
A Kirkpatrick-doktrínát az amerikai ENSZ-nagykövet, Jeane Kirkpatrick terjesztette elő a korai 1980-as években egy 1979-ben „Diktatúra és kettős mérce” címmel megjelent tanulmánya alapján. A doktrínát az Egyesült Államok harmadik világbeli antikommunista diktatúrák támogatását célzó külpolitikájának igazolására használták a hidegháború alatt.
Kirkpatrick azt állította, hogy a keleti blokk államai és a kommunista államok totalitárius, míg a nyugati támogatást élvező diktatúrák autokratikus rezsimek. Kirkpatrick szerint a totalitárius rezsimek stabilabbak és önfenntartóbbak, mint az autokratikusak, éppen ezért hajlamosabbak befolyásolni a szomszédos államokat.[forrás?]
A Kirkpatrick-doktrína Ronald Reagan elnök adminisztrációja idején kifejezetten befolyásos volt. A Reagan-adminisztráció változó fokú támogatást nyújtott antikommunista diktatúráknak, többek között Guatemalában (1985-ig), a Fülöp-szigeteken (1986-ig) és Argentínában (1983-ig), emellett pedig felfegyverezte a mudzsáhidokat a szovjetek ellen az afganisztáni háborúban, az UNITÁ-t az angolai polgárháborúban, valamint a kontrákat a nicaraguai felkelés során abból a célból, hogy megtörje (vagy megakadályozza) a kommunista berendezkedést az említett országokban.[forrás?]
Kirkpatrick nézete, mely szerint a totalitárius rezsimek stabilabbak, mint az autokratikusak, számos kritikát kapott a Szovjetunió 1991-es felbomlása óta, különösen, mivel Kirkpatrick akkor a szovjet rendszer még több évtizedes fennállását jósolta. Az ellenérvek azt hangsúlyozzák, hogy a Szovjetunió felbomlását csak a hidegháború alatti nyugati vezetésű kommunizmus-ellenes törekvések idézték elő.[forrás?]
Kirkpatrick szerint az autokratikus rezsimek csupán kontrollálni és/vagy büntetni próbálják alávetettjeik viselkedését, míg a totalitárius rezsimek ezt túllépve az alávetettjeik gondolkodását is befolyásolni próbálják nemcsak propaganda alkalmazásával, hanem agymosás, átnevelés, kiterjedt belföldi kémkedés és az állami ideológia alapján a tömegek politikai elnyomása által. A náci Németországot és a Szovjetuniót, mint totalitárius rezsimeket, általában egy kategóriába sorolják. A totalitárius rezsimek gyakran megkísérelik aláásni vagy megsemmisíteni az ideológiailag fertőzöttnek tekintett közösségi intézményeket (pl. a vallást vagy akár a hagyományos családmodellt is), míg az autokratikus rezsimek nagyrészt érintetlenül hagyják ezeket. Ebből az okból kifolyólag Kirkpatrick azzal érvel, hogy a demokrácia visszaállításának folyamata könnyebb a korábban autokratikus, mint totalitárius berendezkedésű államokban, és hogy az autokratikus államok hajlamosabbak a demokrácia irányába tett fokozatos reformokra, mint a totalitárius államok.
Ted Galen Carpenter, a Cato Intézet munkatársa vitatja az elemzést, és amellett érvel, hogy bár a kommunista mozgalmak hajlamosak megszabadulni a rivális autokratáiktól, az Egyesült Államok által támogatott hagyományos autokratikus rezsimek demokráciák megdöntésével kerültek hatalomra. Ezért arra a következtetésre jut, hogy bár a kommunista rezsimeket nehezebb kiirtani, a hagyományos autokratikus rezsimek „jelentenek nagyobb veszélyt a működő demokráciákra nézve.”

## Fordítás
Ez a szócikk részben vagy egészben  a   Kirkpatrick_doctrine című angol Wikipédia-szócikk ezen változatának fordításán alapul.  Az eredeti cikk szerkesztőit annak laptörténete sorolja fel. Ez a jelzés csupán a megfogalmazás eredetét és a szerzői jogokat jelzi, nem szolgál a cikkben szereplő információk forrásmegjelöléseként.